# Unia Miast Bałtyckich
Zasugerowano, aby zintegrować ten artykuł z artykułem Związek Miast Bałtyckich. Nie opisano powodu propozycji integracji.
Unia Miast Bałtyckich - (ang. Union of the Baltic Cities) - unia miast położonych na linii brzegowej Bałtyku utworzona w 1991 r. mająca na celu zintensyfikowanie działań promocyjnych oraz wzmocnienie współpracy i wymiany doświadczeń pomiędzy miastami z poszanowaniem zasad europejskich. Unia Miast Bałtyckich reprezentuje na forum ogólnoeuropejskim wspólne przedsięwzięcia mające na celu integrację europejską. Dba o współdziałanie między strukturami Unii Europejskiej i Rady Europy